# Thomas Murphy
Thomas Joseph Murphy (ur. 3 października 1932 w Chicago, Illinois, zm. 26 czerwca 1997 w Seattle, Waszyngton) – amerykański duchowny rzymskokatolicki, arcybiskup metropolita Seattle w latach 1991-1997.

## Życiorys
Święcenia kapłańskie otrzymał 12 kwietnia 1958 z rąk kardynała Samuela Stritcha i inkardynowany został do rodzinnej archidiecezji Chicago, gdzie pracował duszpastersko przez wiele lat. Jego kolegą kursowym był późniejszy arcybiskup Kansas City James Keleher.
5 lipca 1978 papież Paweł VI mianował go ordynariuszem Great Falls-Billings w Montanie. 26 maja 1987 ogłoszony koadiutorem kontrowersyjnego abp. Seattle Raymonda Hunthausena. Tego samego dnia odwołano tamtejszego biskupa pomocniczego Donalda Wuerla, który był papieskim wysłannikiem dla zbadania działalności swego przełożonego. Odtąd jego rolę przejął bp Murphy. Ostatecznie 21 sierpnia 1991 przejął sukcesję w wyniku przedwczesnej rezygnacji pasterza archidiecezji. Był rzecznikiem biednych i pozbawionych praw obywatelskich, a także gorliwym wizytatorem parafii. Za jego rządów wzrosła znacznie liczba katolików, a także dokonano renowacji archikatedry św. Jakuba.
Zmarł na białaczkę, którą zdiagnozowano u niego pół roku przed śmiercią. W ostatnich dniach życia doznał udaru mózgu. Pochowany został w archikatedrze metropolitalnej.